# おさむらいさん
おさむらいさん（Osamuraisan、中国語: 武士桑、3月20日 – ）は、YouTube、ニコニコ動画、bilibili動画などで活動している日本のギタリストである。身長172cm、血液型A型。年齢は非公開。出身大学は東京大学。
メインで弾いているアコースティックギターはHeadway HJ523。実年齢は非公表だが、835歳（2025年現在）としている。また、ギター歴については非公表。

## 来歴
2007年にニコニコ動画への動画投稿を開始。「椎名林檎「丸の内サディスティック」をアコギでロックしてみた」でミリオン再生を達成し注目を集める
2011年、SUMMER SONICへの出演枠をかけて投票が行われた「出れんの！？サマソニ！？」にて2位と1000票近い差をつけ1位獲得。出演の座を獲得する
2011年11月30日、かえしうたにてメジャーデビュー。
2016年よりHEADWAYと各種シグネチャーモデルギターを共同開発
2020年、一般女性との結婚を発表
2021年2月～2022年3月24日まで「夢カナYellプロジェクト_Supported by auじぶん銀行」のアンバサダーを務める
2023年12月、第一子の誕生を発表

## 人物
音楽のルーツはピアノであり、音楽の基礎はクラッシックとたびたびインタビュー等で語っており、ギターを始めたきっかけはゆずと本人が語っている。また、現在の演奏スタイルに影響を受けたのは山崎まさよしだと、ナタリーのインタビューや、おさむらいさんのYouTubeライブ等で語られている。
凛として時雨の楽曲をアレンジした動画を、凛として時雨のドラムであるピエール中野が視聴したことをきっかけに、ピエール中野が主宰しているライブイベントへ出演をしたことがある。
珈琲好きで自分のオリジナルブレンドがある。
ボカロPでヒトリエのボーカルギターであるwowakaとは同じ大学であり、唯一本名で呼び合う仲だったとブログの記事にて語られている。また、バンド活動をしているwowakaに対し「君は才能がある」と声をかけたというエピソードもある。

## 使用機材
| 楽器名・機材名            | メーカー                                                                         | 型番・品名                                                       |
| ------------------------- | -------------------------------------------------------------------------------- | ---------------------------------------------------------------- |
| メインギター              | Headway                                                                          | HJ523                                                            |
| ガットギター              | Tears                                                                            | ECL650T                                                          |
| ギター弦                  | Elixir                                                                           | Custom Light                                                     |
| ガット弦                  | AUGUSTINEなど                                                                    |                                                                  |
| HJ523のPU（ピックアップ） | RAPTOR SYSTEM                                                                    | 特注品                                                           |
| エフェクター              | Delay、Octaver、Feedback Canceller、電源、 Tuner、BOSE T4S ToneMatch Mixerなど。 |                                                                  |
| イヤモニ                  | SHURE                                                                            | PSM300 ステレオ パーソナルモニターシステム                       |
| シールド                  | ORBなど                                                                          |                                                                  |
| ギターケース              | Gland oply                                                                       | 品名不明                                                         |
| ハーモニカ                | トンボ                                                                           | メジャーボーイ                                                   |
| DAW                       | steinberg                                                                        | CUBASE 11 PRO                                                    |
| マイク1                   | AKG                                                                              | C451B                                                            |
| マイク2                   | AKG                                                                              | C214                                                             |
| マイク3                   | AKG                                                                              | C314ペア                                                         |
| モニタースピーカー        | GENELEC                                                                          | モニタースピーカー 8020DPM                                       |
| ヘッドホン                | SONY                                                                             | MDR-CD900ST                                                      |
| インターフェース          | RME                                                                              | Fireface UC                                                      |
| カメラ                    | Canon                                                                            | EOS R5                                                           |
| レンズ                    | Canon                                                                            | RF24-105mm F4 L IS USM                                           |
| ショットガンマイク        | Canon                                                                            | DM-E1                                                            |
| カポタスト                | SHUBB                                                                            | アコースティックギター用 ニッケル C-1 Nickel、シグネチャーモデル |
| 動画編集ソフト            | Adobe                                                                            | Premiere Pro                                                     |
| フットスイッチ            | Kinesis                                                                          | Savant Elite2 Module & Pedal [FP10J]                             |

## シグネチャーギア

### アコースティックギター
- Headway 『HJ-OSAMURAISAN 』
- Headway 『HJ-OSAMURAISAN Ⅱ』
- Headway 『HM-OSAMURAISAN』
- Headway 『HJ-523 Osamuraisan Edition』
- Headway 『HJ-OSAMURAISAN II/DSP』 ※HJ-OSAMURAISAN IIにDSP-OSAMURAISANを搭載したバージョン

### ピックアップ
- Lao Qi 『DSP-OSAMURAISAN』

### その他
- Headway 『HSP-OSAMURAISAN シグネチャーストラップ』
- Shubb『おさむらいさんシグネチャーカポ』※カポタスト

## ディスコグラフィー

### 同人作品

#### 映像作品
- おさむらいさんがウユニ塩湖に行ってみた
- 【2022年秋行脚】「十六夜」配信公演/O.A　410

### 共同制作
- おさみろ『花鳥風月』[注 3]

### 配信限定シングル
| 発売日         | タイトル                              | レーベル         |
| -------------- | ------------------------------------- | ---------------- |
| 2022年3月9日   | Snow Fairy Story Acoustic guitar ver. | CFM              |
| 2023年12月26日 | 雲外蒼天                              | Todoroki Records |

### 参加協力作品
- HoneyWorks　1thアルバム 「初恋ノート」　同時リリース画集「泣キ虫」[注 4]と同時購入者特典CD （泣キ虫カレシ-instrumental-）
- S.E.N.S. 　組曲~空がこころになる日（こころ音、りぼん）
- 1周年記念アルバム ALL THAT 千本桜! !　(千本桜 【アコースティックギター・バージョン】)
- ニコニコ超会議　ニコラジ超CD
- みーちゃん[注 5]7-2.5～My Hobby～ (SHALLOW SLEEP/HYDE）
- ろん　ろんかば-J-POP ZOO- (ENDLESS STORY)
- そらる(あすかそろまにゃーず)　空中さんぽ(トリノコシティ、夢地図、step to you、からくりピエロ)
- 『EXIT TUNES PRESENTS GUMing from Megpoid』 (Last Note./ルートスフィア)
- 164　THIS IS VOCAROCK(例えば、今此処に置かれた花に)
- 『Hopeful Snow feat.初音ミク』(Snow Fairy Story[注 6] Acoustic guitar ver.)
- Neru　Major 2nd Album「マイネームイズラヴソング」(少年少女カメレオンシンプトム)
- 橘リツカ　シングルベストアルバム「Running」（レモンシャーベット・ハニー）
- Orangestar　2nd Album 「SEASIDE SOLILOQUIES」　(ボーナストラック18.19）
- Rib(りぶ）4thフルアルバム 「Ribing fossil」　購入者特典CD acoustic Rib (夏は雨晒し）
- 夢カナYellプロジェクト_Supported by auじぶん銀行 『ガムシャラ』

### BGM協力
- TOKYO FM ニュース　2011年12月期BGM
- ABC朝日放送創立60周年記念ドラマ『境遇』[注 7]

### 書籍
- 徹底解説で必ず弾ける!! ソロギターでロックする! おさむらいさんアレンジ曲集 其の壱
- 徹底解説で必ず弾ける!! ソロギターでロックする! おさむらいさんアレンジ曲集 其の弐
- 徹底解説で必ず弾ける!! ソロギターでロックする! おさむらいさんアレンジ曲集 其の参

## 出演歴

### ラジオ
- 2011年11月21日　Dream Theater-TOKYO FM・広島FM
- 2011年11月30日　水曜ニコラジ
- 2012年4月17日　 火曜ニコラジ★大好評企画！ニコルソンのニコラジ劇場
- 2012年4月25日　【水曜２２時ニコラジ】超会議直前SPウィーク!
- 2012年4月26日　木曜ニコラジ★超会議直前ＳＰ！

### 雑誌掲載
- 歌謡曲ゲッカヨ 2012年 01月号
- 2.5 SONG MATE (ニコソンメイト) Vol.5 2012年 09月号
- 2.5 SONG MATE (ニコソンメイト) Vol.6 2012年 11月号
- 2.5 SONG MATE (ニコソンメイト) Vol.7 2013年 02月号
- 2.5 SONG MATE (ニコソンメイト) Vol.8 2013年 04月号
- 2.5 SONG MATE (ニコソンメイト) Vol.9 2013年 06月号
- 歌ってみたの本 2013年September
- 2.5 SONG MATE (ニコソンメイト) Vol.11 2013年 10月号
- 2.5 SONG MATE (ニコソンメイト) Vol.12 2013年 12月号
- TokyoWalker No.5 2014年
- Go!Go! GUITAR 2016年6月号 [17]
- デジマートマガジン(web)　2016年12月16日[18]
- YMMプレイヤー 2016年12月号
- サウンド＆レコーディング・マガジン　2017年10月号[19]
- デジマートマガジン(web)　2017年8月25日[20]
- Go!Go! GUITAR 2018年4月号 [21]
- Go!Go! GUITAR 2018年5月号

## グッズデザイン・ツアーアート
柴尾
- シグネチャーストラップ
- 2020全国夏行脚「紫陽花は縋り付く」ライブグッズ
- おさむらいさん年越しライブ2021「冬花火」ライブグッズ
- 2022年秋行脚「十六夜」ツアーグッズ
- 2023年秋行脚「雲外蒼天」ツアーグッズ

醇
- 「2021年生誕祭」通販グッズ

Kyabeshi
- 2017全国夏行脚「光陰矢の如し」イメージアート、ツアーグッズ
- 「最後の晩餐」イメージアート、記念グッズ
- 2018全国夏行脚「流觴曲水」イメージアート、ツアーグッズ
- 2019全国夏行脚「扇風機の旅」イメージアート、ツアーグッズ
- 2020全国夏行脚「紫陽花は縋り付く」イメージアート、ライブグッズ
- 2021夏行脚「祭囃子を抜け出して」イメージアート、ライブグッズ
- おさむらいさん年越しライブ2021「冬花火」イメージアート、ライブグッズ
- 2022秋行脚「十六夜」イメージアート、ツアーグッズ
- 2023秋行脚「雲外蒼天」イメージアート、ツアーグッズ
- 2024夏行脚「呼吸」イメージアート、ツアーグッズ

藤乃あめり
- 「827回目の生誕祭2017」イメージアート、ライブグッズ

新丘椎名
- 2016夏行脚「夢を見る度」イメージアート、ライブグッズ

モゲラッタ
- 2015全国ツアー「君がいた、夏祭り。」イメージアート

coba
- 「生誕祭ライブ2014」記念グッズ

iKura
- 2014全国ツアー「君の影を奪うことにした」イメージアート、ツアーグッズ
- 2013全国ツアー「勝負前夜」イメージアート、ツアーグッズ
- 2012夏行脚「一騎当千」イメージアート、ツアーグッズ
- 2011全国ツアー「一六勝負」イメージアート、ツアーグッズ

Takahiko Ishikawa
- 扇風機マーク
- 2010全国ツアー「扇風機の旅」ツアーTシャツ

### 扇風機マークについて
夏場の録音時に出していた扇風機が「丸の内サディスティック」の動画に映っていたことが由来である。 
左上の六本線が弦を表している。なお、当該扇風機は破棄されているとブログにて語られている。